# مایک بوردین
مایک بوردین (انگلیسی: Mike Bordin؛ زادهٔ ۲۷ نوامبر ۱۹۶۲) طبل‌زن اهل ایالات متحده آمریکا است. وی از سال ۱۹۷۹ میلادی تاکنون مشغول فعالیت بوده است.